# Pedro Mosquera
Pour les articles homonymes, voir Mosquera.
Pedro Mosquera Parada, né le 21 avril 1988 à La Corogne, est un footballeur espagnol évoluant au poste de milieu de terrain à Alcorcón.

## Palmarès
Avec la SD Huesca, Mosquera remporte la Segunda División en 2020.